# Portugalská futsalová reprezentace
Portugalská futsalová reprezentace reprezentuje Portugalsko na mezinárodních turnajích jako jsou mistrovství světa a mistrovství Evropy. Funguje pod záštitou asociace Federação Portuguesa de Futebol (FPF). První mezinárodní zápas odehrála v roce 1987. V říjnu 2021 jí patřilo 4. místo ve světovém žebříčku. Dvakrát získala titul mistra Evropy a jednou získala titul mistra světa. Nejlepším střelcem reprezentace je Ricardinho.